# 仁义镇 (重庆市)
仁义镇，是中华人民共和国重庆市荣昌区下辖的一个乡镇级行政单位。

## 行政区划
仁义镇下辖以下地区：
人和社区、瑶山社区、红梅社区、正华社区、三奇村、鹿子村、永灵村、三星村和石梯子村。